# Donato Hanover
Donato Hanover, född 3 maj 2004 på Hanover Shoe Farms i Hanover i Pennsylvania, är en amerikansk varmblodig travhäst och avelshingst. Han tränades av Steve M. Elliott.
Donato Hanover sprang in 21,4 miljoner kronor på 22 starter varav 19 segrar, 1 andraplats och 2 tredjeplatser. Bland hans främsta meriter räknas segrarna i Peter Haughton Memorial (2006), Breeders Crown 2YO Colt & Gelding Trot (2006), Hambletonian Stakes (2007), World Trotting Derby (2007), Canadian Trotting Classic (2007) och Kentucky Futurity (2007).

## Karriär
Donato Hanover började tävla som tvååring i Nordamerika och gjorde sin första start i ett tvååringslopp den 22 juni 2006 på Meadowlands Racetrack. Donato Hanover kom på tredje plats i debutloppet. I nästa start, den 29 juni, tog Donato Hanover sin första seger. Segern i den andra starten följdes upp med ytterligare 18 raka segrar.  Donato Hanover förlorade inte förrän i karriärens näst sista start den 17 november 2007 då han kom tvåa och i karriärens sista start den 19 november 2007 då han kom trea. 2007 utsågs Donato Hanover till American Harness Horse of the Year i USA.